# 第20軍団 (ウクライナ陸軍)
第20軍団（だい20ぐんだん、ウクライナ語: 20-й армійський корпус）は、ウクライナ陸軍の軍団。東部作戦管区隷下。

## 歴史

### ロシアのウクライナ侵攻
2025年2月、ロシアのウクライナ侵攻の影響に伴い、ウクライナ軍は旅団の上級単位が従来の作戦管区に加え、作戦戦略集団（OSUV）、作戦戦術集団（OTU）、戦術集団（OG）、軍団など雑多になり指揮統制に混乱が生じていたため、軍団制に一本化されると発表された。
2025年3月、ウクライナ軍の軍団制移行に伴い、第17独立重機械化旅団、第23、第31、第33、第141独立機械化旅団を基幹に創設され、東部作戦管区に配属された。

## 編成中
- 軍団司令部（クルィヴィーイ・リーフ）[1]
- 第17独立重機械化旅団（クルィヴィーイ・リーフ）[1]
- 第23独立機械化旅団（ポクロウシク）[1]
- 第31独立機械化旅団（ズヴィヤヘル）[1]
- 第33独立機械化旅団（パウロフラード）[1]
- 第141独立機械化旅団（リウネ）[1]